# Elbe und Inseln
Elbe und Inseln ist ein Naturschutzgebiet in den niedersächsischen Gemeinden Jork, Grünendeich, Steinkirchen und Hollern-Twielenfleth in der Samtgemeinde Lühe, Drochtersen, Freiburg, Wischhafen, Krummendeich und Balje in der Samtgemeinde Nordkehdingen und der Hansestadt Stade im Landkreis Stade.

## Allgemeines
Das Naturschutzgebiet mit dem Kennzeichen NSG LÜ 345 ist circa 7644 Hektar groß und besteht zu circa 6000 Hektar aus Wasserflächen. Es ist vollständig Bestandteil des FFH-Gebietes „Unterelbe“. Rund 5130 Hektar sind gleichzeitig als EU-Vogelschutzgebiet „Unterelbe“ ausgewiesen. Die bisherigen Naturschutzgebiete „Borsteler Binnenelbe und Großes Brack“ „Hahnöfersand“ und „Neßsand“ in der Gemeinde Jork, „Schwarztonnensand“ in der Gemeinde Drochtersen, „Allwördener Außendeich/Brammersand“ in den Gemeinden Freiburg und Wischhafen, „Außendeich Nordkehdingen II“ in den Gemeinden Krummendeich und Freiburg, „Außendeich Nordkehdingen I“ in der Gemeinde Balje, „Vogelschutzgebiet Hullen“ in der Gemeinde Belum und Teile des Naturschutzgebietes „Wildvogelreservat Nordkehdingen“ in der Gemeinde Balje sowie das ehemalige Landschaftsschutzgebiet „Lühesand“ in den Gemeinden Hollern und Steinkirchen gingen im Geltungsbereich der Naturschutzverordnung auf. Das Naturschutzgebiet grenzt östlich von Drochtersen an das Naturschutzgebiet „Asselersand“ und ab nördlich von Freiburg an das Naturschutzgebiet „Niedersächsischer Mündungstrichter der Elbe“. An der Ostemündung grenzt es an das Naturschutzgebiet „Untere Oste“, östlich der Ostemündung an das Naturschutzgebiet „Wildvogelreservat Nordkehdingen“ und westlich davon an das Naturschutzgebiet „Hadelner und Belumer Außendeich“. Im Osten grenzt es an das auf Hamburger Gebiet liegende Naturschutzgebiet „Mühlenburger Loch/Neßsand“ sowie das nach Westen sich daran anschließende Naturschutzgebiet „Neßsand“ in Schleswig-Holstein und vor Bützfleth an das Naturschutzgebiet „Elbinsel Pagensand“. Außerdem grenzt es gegenüber von Wedel an das Landschaftsschutzgebiet „LSG des Kreises Pinneberg“ und vor Drochtersen an das Landschaftsschutzgebiet „Kollmarer Marsch“. Das Gebiet steht seit dem 21. Dezember 2018 unter Naturschutz. Zuständige untere Naturschutzbehörde ist der Landkreis Stade.

## Lage
Das Naturschutzgebiet erstreckt sich entlang der Elbe im Landkreis Stade. Es stellt den Flusslauf der Elbe mit den Außendeichsflächen im Landkreis Stade von der Landesgrenze nach Hamburg bis zur Ostemündung unter Schutz. Bei Jork ist der binnendeichs gelegene Bereich des ehemaligen Naturschutzgebietes „Borsteler Binnenelbe und Großes Brack“ mit der Borsteler Binnenelbe, dem Großen Brack und dem Jorker Hauptwettern bis zur Kreisstraße 39 sowie bei Grünendeich der binnendeichs liegende Mäander der Lühe in das Naturschutzgebiet mit einbezogen. Stellenweise sind Außendeichsflächen aus dem Geltungsbereich der Naturschutzverordnung herausgenommen, so u. a. der Bereich des Yachthafens bei Neuenschleuse, die Obstplantage und der Gewerbepark bei Grünendeich und großflächig der Bereich von Twielenfleth bis Grauerort. Hier befinden sich u. a. das ehemalige Kernkraftwerk Stade und die Industrie- und Hafenanlagen in Bützfleth. Ebenfalls aus dem Geltungsbereich der Naturschutzverordnung herausgenommen sind der Bereich der Justizvollzugsanstalt Hahnöfersand auf Hahnöfersand sowie Wochenendhausgebiet und Campingplatz auf dem Lühesand. Der Außendeichsbereich des Asseler Sands ist als Teil des Naturschutzgebietes „Asselersand“ geschützt.

## Flora und Fauna
Das Naturschutzgebiet umfasst den Tidebereich der Unterelbe mit den Wasserflächen der Elbe, Stromarmen, Inseln und Sänden. Die Vordeichbereiche unterliegen dem Tideeinfluss und der Gewässerdynamik der Elbe und sind vielfältig strukturiert. So sind hier Süß- und Brackwasserwatten, Röhrichtflächen, Auwälder, Salzwiesen und Grünländer ausgebildet. In den Watten und Grünländern sind Priele bzw. Gräben vorhanden, an denen in den Grünländern vielfach Hochstaudenfluren wachsen. Hier siedeln z. B. Großer Klappertopf, Arznei-Engelwurz, Kleiner Klee und Vogelwicke. Die Grünländer unterliegen unterschiedlichen Nutzungsgraden. Auwälder stocken insbesondere auf den Inseln. Sie sind als Weichholz- bzw. Hartholzauwälder mit Schwarzerle, Gemeiner Esche, Stieleiche, Flatterulme und Feldulme ausgebildet. Am Elbufer sind Auwaldreste nur kleinflächig ausgebildet. Auf den Elbinseln Neßsand und Hanskalbsand sowie Schwarztonnensand wächst auf Sandflächen großflächig Magerrasen, der als Ersatzlebensraum für nicht mehr vorhandene Flugsandfelder und Dünen fungiert. Im von einem Röhrichtgürtel umgebenen Großen Brack wachsen große Bestände an Wasser- und Schwimmblattpflanzen.
Das Naturschutzgebiet ist Lebensraum des Schierlings-Wasserfenchels. Sein größtes Vorkommen befindet sich im Bereich des Tidebiotops des Hahnöfer Sandes. Die Elbe ist Teillebensraum für Seehund, Schweinswal und Fischotter. Sie beherbergt und ist Wanderkorridor für verschiedene Fische und Rundmäuler, darunter Finte, Rapfen, Atlantischer Lachs, Meerforelle, Aal, Bach-, Fluss- und Meerneunauge. Die Elbe ist potentieller Lebensraum des Nordseeschnäpels und des Störs. Das Naturschutzgebiet ist Lebensraum und Nahrungshabitat einer artenreichen Avifauna, darunter Rohr- und Wiesenweihe, Sumpfohreule, Fluss- und Lachseeschwalbe, Kampfläufer, Säbelschnäbler, Bekassine, Kiebitz, Rotschenkel, Uferschnepfe, Sandregenpfeifer, Rohrdommel, Wachtelkönig, Knäk-, Krick-, Löffel- und Schnatterente, Tüpfelsumpfhuhn, Wasserralle, Weißsterniges Blaukehlchen, Braunkehlchen, Feldlerche, Schafstelze, Rohrammer sowie Teich- und Schilfrohrsänger. Die Pionierinsel bei Grünendeich beherbergt die größte Sturmmöwenkolonie in Deutschland und die größte Schwarzkopfmöwenkolonie in Nordeuropa. Im Bereich an der Ostemündung (ehemaliges Naturschutzgebiet „Vogelschutzgebiet Hullen“) bilden Seeschwalben und Lachmöwen bedeutende Brutkolonien.
Die Unterelbe ist wichtiges Rast- und Überwinterungsgebiet verschiedener Wat- und Wasservögel, u. a. für Grau-, Nonnen-, Bläss- und Brandgans, Höcker-, Sing- und Zwergschwan, Krick-, Pfeif-, Spieß- und Löffelente, Lachmöwe, Großer Brachvogel, Regenbrachvogel, Säbelschnäbler, Kiebitz, Rotschenkel, Gold-, Sand- und Kiebitzregenpfeifer und Dunkler Wasserläufer.
Das Gebiet ist Nahrungshabitat für Seeadler und Weißstorch.